# Каліна-Лісінець
Каліна-Лісінець (пол. Kalina-Lisiniec) — село в Польщі, у гміні Мехув Меховського повіту Малопольського воєводства.
Населення — 196 осіб (2011).
У 1975-1998 роках село належало до Келецького воєводства.

## Демографія
Демографічна структура станом на 31 березня 2011 року:
|          | Загалом | Допрацездатний вік | Працездатний вік | Постпрацездатний вік |
| -------- | ------- | ------------------ | ---------------- | -------------------- |
| Чоловіки | 93      | 20                 | 57               | 16                   |
| Жінки    | 103     | 16                 | 54               | 33                   |
| Разом    | 196     | 36                 | 111              | 49                   |